# Scima da Saoseo
La Scima da Saoseo es un pico de montaña situado en la cordillera de los Alpes, dentro de Suiza, y que se eleva hasta los 3264 metros.
La Scima de Saoseo está situada muy cerca de la frontera con Italia, y muy cerca de ella se encuentra el Lago de Saoseo.